# Per Gullander
Per Gullander, född 3 mars 1861 i Södra Åsums socken, Malmöhus län, död 13 november 1918 i Göteborg, var en svensk väg- och vattenbyggnadsingenjör.
Gullander utexaminerades 1887 från Kungliga Tekniska högskolans avdelning för väg- och vattenbyggnadskonst, arbetade ett par år vid järnvägsundersökningar, tjänstgjorde 1888–1898 vid Göteborgs stads allmänna arbeten och var 1891–1905 lärare i teoretisk mekanik, byggnadsstatik och geodesi vid Chalmers tekniska läroanstalt, där han 1906 blev lektor och 1912 professor i väg- och vattenbyggnadskonst. Från 1908 tjänstgjorde han samtidigt som konstruktör vid Göteborgs hamnstyrelse.
Gullander gjorde sig känd som skicklig järnkonstruktör, utgav läroböcker i byggnadsstatik och publicerade, bland annat i "Teknisk tidskrift", åtskilliga viktiga artiklar inom hållfasthetslära. Han är begravd på Östra kyrkogården i Göteborg.